# Powiat Dunaújváros
Powiat Dunaújváros (węg. Dunaújvárosi járás) – jeden z dziesięciu powiatów komitatu Fejér na Węgrzech. Siedzibą władz jest miasto Dunaújváros.

## Miejscowości powiatu Dunaújváros
- Baracs
- Daruszentmiklós
- Dunaújváros
- Előszállás
- Kisapostag
- Mezőfalva
- Nagykarácsony
- Nagyvenyim
- Rácalmás